# Nutraloaf
 (décembre 2012).
Si vous disposez d'ouvrages ou d'articles de référence ou si vous connaissez des sites web de qualité traitant du thème abordé ici, merci de compléter l'article en donnant les références utiles à sa vérifiabilité et en les liant à la section « Notes et références ».
Le nutraloaf ou nutriloaf est un plat uniquement préparé dans des établissements carcéraux aux États-Unis. Ressemblant à un pain de viande, cette portion de nourriture sert uniquement à punir les prisonniers qui ont agressé des gardiens ou ont attaqué un des leurs avec des ustensiles aiguisés.
Le goût du nutraloaf est assez mauvais, mais sans odeur.

## Préparation

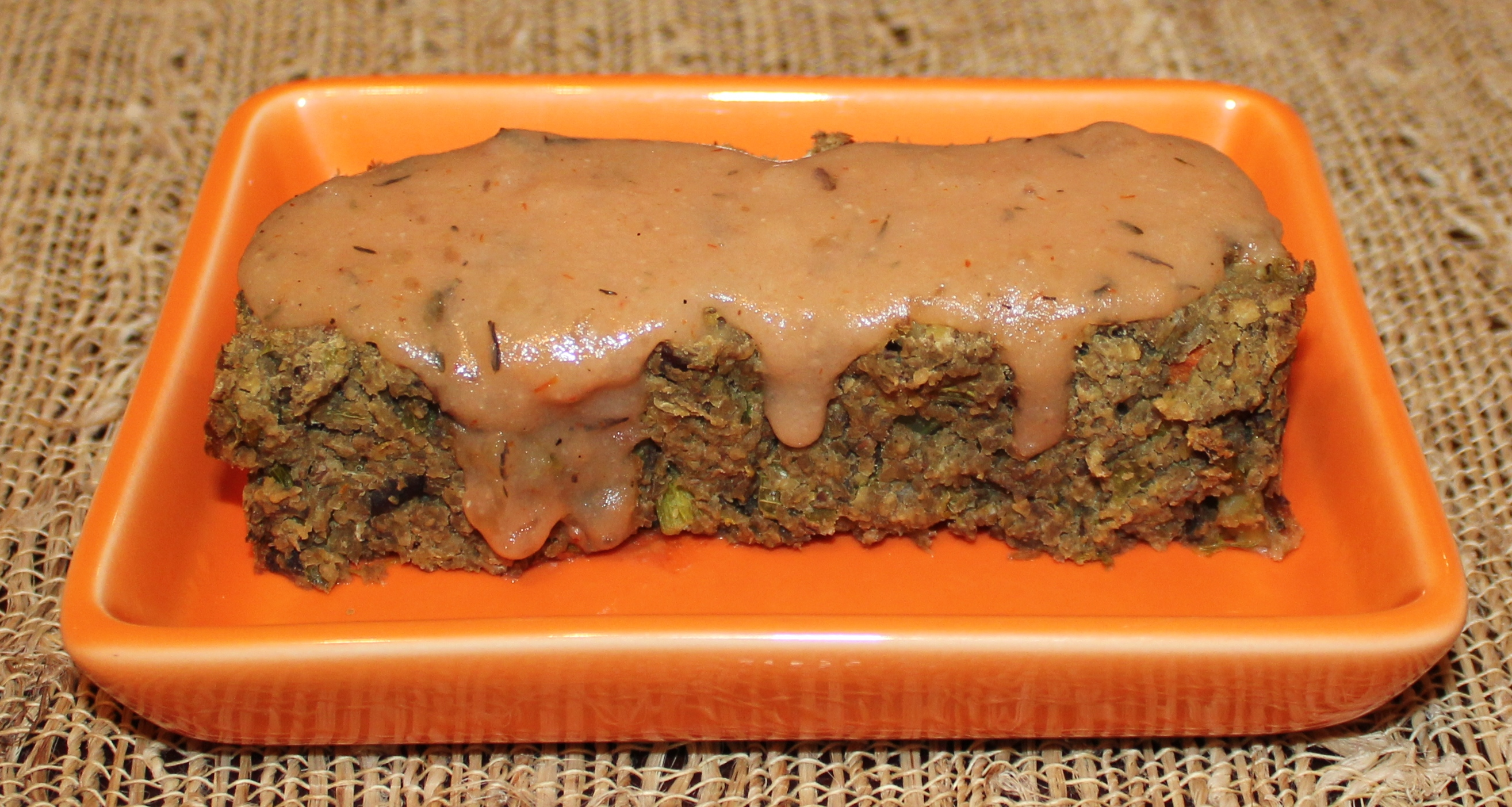
Version végétarienne.

Le nutraloaf est fait avec un mélange de pain de blé, de légumes, d'huile végétale, de pâte de tomates, de lait en poudre et de flocons de pommes de terre déshydratés. Les ingrédients doivent être mélangés avant de passer à la cuisson et de terminer la préparation sous la forme solide d'un pain. La texture du nutraloaf est parsemée de plusieurs sortes de grains entiers.
Le nutraloaf est souvent servi froid et emballé dans du papier, sans ustensiles, pour que le détenu puisse le consommer avec les doigts.

## Controverse
Selon les agents correctionnels, ce plat est assez nourrissant, il contient beaucoup de nutriments pour donner des forces aux prisonniers. Ces derniers ont déclaré qu'il s'agit d'une punition cruelle et injustifiée.